# Rolf Rämgård
Rolf Ingemar Rämgård (ur. 30 marca 1934 w Älvdalen) – szwedzki biegacz narciarski, dwukrotny medalista olimpijski

## Kariera
Igrzyska olimpijskie w Squaw Valley w 1960 roku były pierwszymi i zarazem ostatnimi w jego karierze. Zdobył tam srebrny medal w biegu na 30 km, ulegając jedynie swemu rodakowi Sixtenowi Jernbergowi. Ponadto w biegu na 50 km techniką klasyczną wywalczył brązowy medal zajmując trzecie miejsce za dwoma Finami: zwycięzcą Kalevim Hämäläinenem i drugim na mecie Veikko Hakulinenem. Zajął także 8. miejsce w biegu na 15 km. Mimo sukcesów w biegach indywidualnych nie znalazł się w składzie szwedzkiej sztafety na tych igrzyskach. Szwedzi bez Rämgårda zajęli czwarte miejsce w sztafecie.
W 1962 roku wystartował na mistrzostwach świata w Zakopanem, gdzie zajął siódme miejsce w biegu na 50 km techniką klasyczną. Na kolejnych mistrzostwach świata już nie startował.
Był też dwukrotnie posłem do Riksdagu jako członek Partii Centrum.

## Osiągnięcia

### Igrzyska olimpijskie
| Miejsce | Dzień     | Rok  | Miejscowość  | Konkurencja             | Czas biegu  | Strata      | Zwycięzca         |
| ------- | --------- | ---- | ------------ | ----------------------- | ----------- | ----------- | ----------------- |
| 2.      | 19 lutego | 1960 | Squaw Valley | 30 km stylem klasycznym | 1:51:03.9 h | +13.0 s     | Sixten Jernberg   |
| 8.      | 23 lutego | 1960 | Squaw Valley | 15 km stylem klasycznym | 51:55.5 min | +51.8 s     | Håkon Brusveen    |
| 3.      | 27 lutego | 1960 | Squaw Valley | 50 km stylem klasycznym | 2:59:06.3 h | +3:40.4 min | Kalevi Hämäläinen |

### Mistrzostwa świata
| Miejsce | Dzień     | Rok  | Miejscowość | Konkurencja             | Czas biegu  | Strata      | Zwycięzca       |
| ------- | --------- | ---- | ----------- | ----------------------- | ----------- | ----------- | --------------- |
| 7.      | 24 lutego | 1962 | Zakopane    | 50 km stylem klasycznym | 3:03:48.5 h | +5:13.7 min | Sixten Jernberg |